# Debout Congolais
Debout Congolais és l'himne nacional de la República Democràtica del Congo. Va ser escrit pel reverend pare Simon-Pierre Boka, compost per Joseph Lutumba i adoptat l'any 1960 de la independència del país. Aquest himne ha va ser substituït pel del Zaire, també escrit per Boka el 1971 sota Mobutu Sese Seko. Des de 1997 sota el mandat del president Laurent-Désiré Kabila,va ser novament instituït com a himne nacional congolès.

## Lletra
Debout Congolais,

Unis par le sort

Unis dans l'effort pour l'indépendance.

Dressons nos fronts, longtemps courbés

Et pour de bon prenons le plus bel élan, 

Dans la paix

Ô peuple ardent

Par le labeur

Nous bâtirons un pays plus beau qu'avant

Dans la paix

Citoyens

Entonnez l'hymne sacré de votre solidarité

Fièrement

Saluez l'emblème d'or de votre souveraineté

Don béni, Congo ! 

Des aïeux, Congo !

Ô pays, Congo !

Bien aimé, Congo !

Nous peuplerons ton sol

et nous assurerons ta grandeur

Trente juin, ô doux soleil

Trente juin, du trente juin

Jour sacré, soit le témoin, 

Jour sacré, de l'immortel

Serment de liberté

Que nous léguons

À notre postérité

Pour toujours